# Kreis Mettmanner Straßenbahn

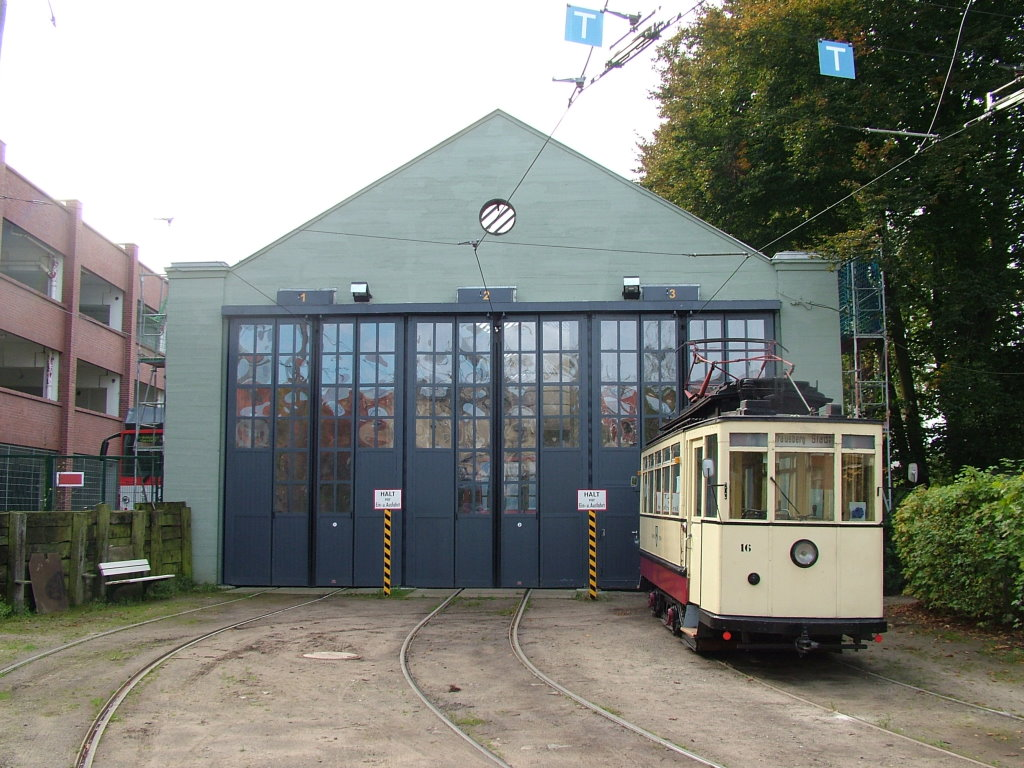
Wagen 27 kam 1940 zur Strausberger Eisenbahn (neue Nr. 16) und blieb dort als historisches Fahrzeug erhalten

Die Kreis Mettmanner Straßenbahn GmbH war eine Straßenbahn-Gesellschaft im Bereich des Kreises Mettmann. Sie erhielt am 18. Dezember 1908 ihre Konzession und betrieb bis zum 1. April 1937 eine regelspurige Straßenbahn. Die Bahn war bis zum 3. März 1910 Eigentum des RWE. Erst an diesem Tag wurde die eigentliche Kreis Mettmanner Straßenbahn GmbH gegründet. Am 1. April 1937 wurde sie von der Rheinischen Bahngesellschaft AG aufgekauft.

## Geschichte
Zur Verbesserung der Verkehrsbeziehungen im Kreis Mettmann schloss man schon Mitte der 1890er Jahre einen Vertrag zum Bau einer Kleinbahn Vohwinkel – Dornap – Mettmann mit der Continentalen Gesellschaft für elektrische Unternehmungen, einer 1894 gegründeten Tochtergesellschaft der Elektrizitäts AG. Nachdem diese aus wirtschaftlichen Gründen vom Vertrag zurückgetreten war, begann die Geschichte der Mettmanner Straßenbahn 1906 damit, dass das RWE zwischen der Zentrale in Essen und dem Müngstener Elektrizitätswerk ein Stromversorgungskabel verlegen wollte. Der Kreis ergriff die Gelegenheit beim Schopf und verband die Konzession zum Bau dieser Leitungstrasse mit der Auflage, eine Straßenbahn zwischen Mettmann und Dornap, einschließlich eines Abzweiges nach Wülfrath, zu bauen. Das RWE willigte ein, die Bahn herzustellen. Am 18. Dezember 1908 erhielt es eine auf 75 Jahre laufende Konzession. Man entschied sich für die Regelspur, um einen Anschluss in Düsseldorf zu ermöglichen und gegebenenfalls Güter auf den Strecken transportieren zu können. Es kam zu folgenden Streckeneröffnungen:
| Eröffnungsdatum   | Strecke                       | Streckenlänge                           |
| 19. Juli 1909     | Vohwinkel – Dornap – Mettmann | 8,612 km                                |
| 19. Juli 1909     | Dornap – Wülfrath             | 4,518 km                                |
| 6. September 1909 | Wülfrath – Schlupkothen       | 1,799 km                                |
| 16. Dezember 1909 | Mettmann – Hubbelrath         |                                         |
| 16. Dezember 1909 | Schlupkothen – Tönisheide     | 4,576 km                                |
| 13. März 1910     | Hubbelrath – Ludenberg        | 10,740 km (inkl. Strecke nach Mettmann) |
|                   |                               | 30,245 km                               |

Es wurden auf dem Netz vier Linien betrieben:
| Strecke               | Reisezeit  |
| Vohwinkel – Mettmann  | 35 Minuten |
| Mettmann – Ludenberg  | 30 Minuten |
| Vohwinkel – Wülfrath  | 30 Minuten |
| Wülfrath – Tönisheide | 15 Minuten |

In Ludenberg (Haltestelle 'Auf der Hardt') bestand eine Umsteigemöglichkeit in die von der Union-Elektricitäts-Gesellschaft gebauten Straßenbahn Gerresheim-Schadowplatz. Planungen, die Mettmanner Linien bis zur Düsseldorfer Innenstadt durchzuführen, wurden verworfen, da die Reichsbahndirektion Wuppertal eine Kreuzung der ehemaligen Eisenbahntrasse in Grafenberg durch Mettmanner Straßenbahnen nicht gestattete.
Am 3. März 1910 wurde die eigentliche Kreis Mettmanner Straßenbahn GmbH gegründet. Die Straßenbahn, welche bis dahin Eigentum des RWE war, ging in deren Besitz über. Alleinige Eigner der Gesellschaft war wiederum das RWE. Der Kreis erwarb allerdings im selben Jahr die Hälfte der Aktien. Geschäftsführer der Gesellschaft war Wilhelm August von Tippelskirch. Dieser erreichte im Oktober 1925 mit der Stadt Düsseldorf und der Rheinbahn AG eine Einigung über eine Strecke bis nach Düsseldorf. Die geplante Linie von Mettmann über Hubbelrath, Ludenberg, Wehrhahn, die Schadowstraße, den Schadowplatz, die Elberfelder Straße und den Hindenburgwall bis zum Graf-Adolf-Platz sowie der Rückweg über die Oststraße nach Wehrhahn sollte am 1. Dezember 1925 in Betrieb gehen. Vereitelt wurde dieses Vorhaben durch die Reichsbahn. Die Straßenbahn war so erfolgreich und hatte der Reichsbahn schon so viele Kunden weggenommen, dass man auf diese Art versuchte, eine noch größere Konkurrenz zu verhindern.
Nach den ursprünglichen Vereinbarungen hätte bereits 1916 die Strecke Mettmann – Wülfrath errichtet werden müssen. Nach Kriegs- und Inflationszeit mussten die Gemeinden des Kreises beim RWE jedoch zunächst eindringlich auf die vertraglichen Pflichten dringen sowie einer Reduzierung der Abgaben auf die Fahrgeldeinnahmen zustimmen, ehe nach einer Vereinbarung vom 24. November 1926 mit den Planungen begonnen wurde. Die Strecke wurde am 6. Juni 1928 eröffnet und verlief außerhalb der Ortschaften auf einem großzügig trassierten, 50 m parallel zur Straße verlaufenden Bahnkörper, der auf einer Länge von 2,4 km schnurgerade verlief.
| Eröffnungsdatum | Strecke             | Streckenlänge |
| 6. Juni 1928    | Mettmann – Wülfrath | 5,7 km        |

| Strecke             | Reisezeit  |
| Mettmann – Wülfrath | 20 Minuten |

In den Jahren 1929 und 1930 erfolgte eine Verlegung im Bereich Schlupkothen. Dort entstand ein neuer Steinbruch und die Bahn wurde zusammen mit der Straße, an der sie verlief, Richtung Westen verlegt. In diesem Jahr wurden auch Liniennummern eingeführt. Von da an fuhren drei Linien:
| Nummer | Strecke                                       |
| 1      | Auf der Hardt – Mettmann – Dornap – Vohwinkel |
| 2      | Auf der Hardt – Mettmann – Tönisheide         |
| 3      | Vohwinkel – Dornap – Wülfrath                 |

Am 9. Dezember 1936 wurde der Abschnitt Auf der Hardt – Hubbelrath – Mettmann der Linie 1 eingestellt. Da die Bahn schon seit geraumer Zeit nicht mehr rentabel war, und das RWE sechsstellige Beträge zuschießen musste, versuchte es die Bahn zu veräußern. Am 27. März 1937 unterschrieb die Rheinische Bahngesellschaft AG einen Vertrag zur Übernahme der Bahn und übernahm diese am 1. April 1937. Der Betrieb auf den Strecken Wülfrath – Mettmann und Wülfrath – Tönisheide wurde am 14. Mai 1938 eingestellt und durch einen durchgehenden Busbetrieb ersetzt. Am 7. Dezember 1939 schlossen die Rheinbahn und die Wuppertaler Bahnen AG eine Vereinbarung über den Verkauf der Strecke Wieden – Wülfrath, welche vom 1. Januar 1940 bis zur Stilllegung am 31. Mai 1952 von den Wuppertaler Bahnen bedient wurde.

### Denkmal

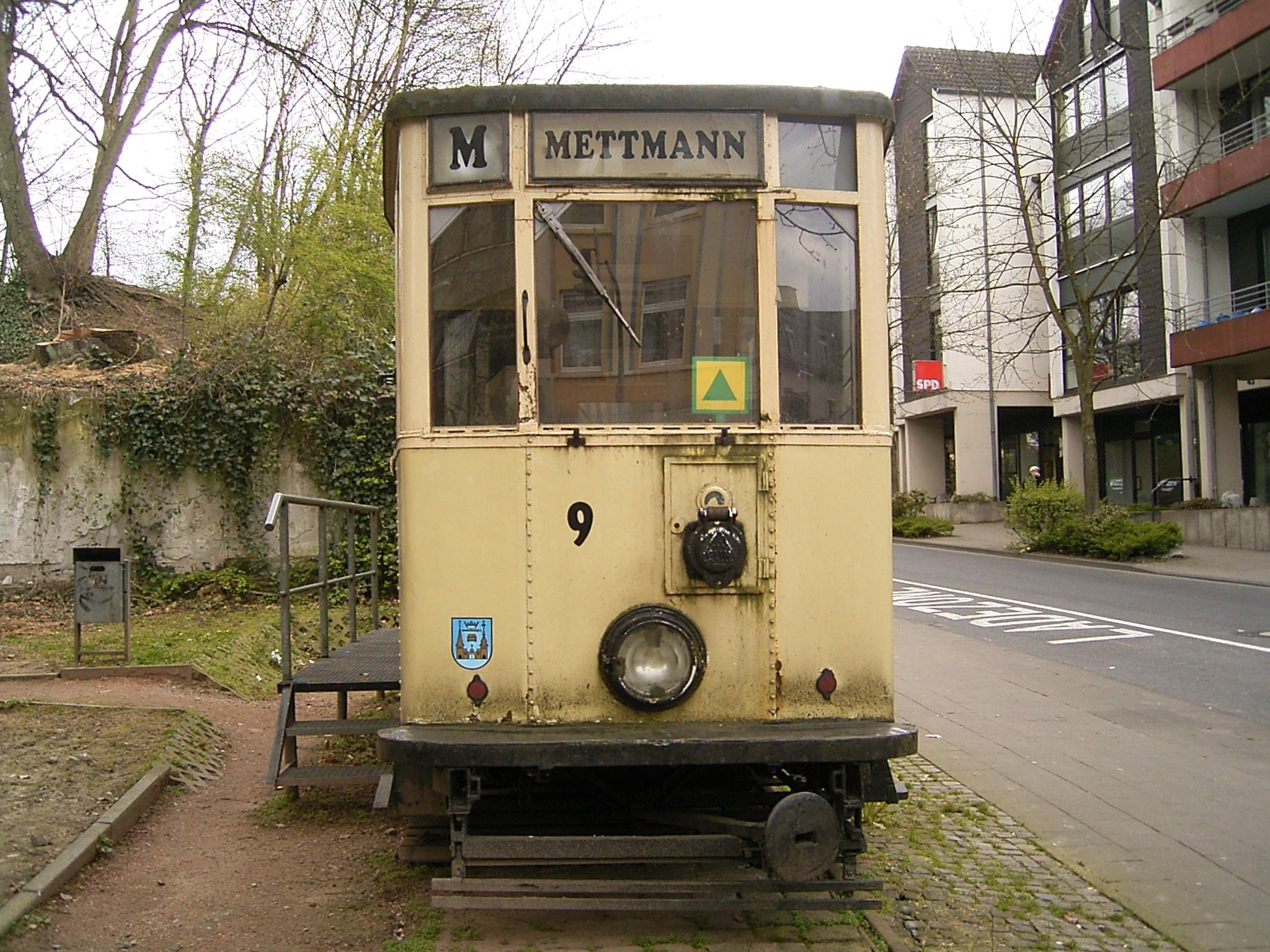
Der Triebwagen 9 als Denkmal in Mettmann

In Mettmann hat sich bis heute der Triebwagen 9 erhalten. Das 1909 von der Waggonfabrik Uerdingen gebaute Fahrzeug wurde nach seinem Einsatz im Kreis Mettmann an die Straßenbahn Graz verkauft. 1983 gelangte der Wagen zurück nach Deutschland und wurde von ehrenamtlichen Enthusiasten wieder instand gesetzt. Der Wagen wurde 1995 in der Mettmanner Innenstadt aufgestellt und diente unter anderem als Treffpunkt für Vereine. Aufgrund von Bauarbeiten musste das Denkmal 2011 abgebaut werden. Danach stand der Triebwagen zunächst eingemottet im Bauhof des Kreises. Im August 2024 wurde er in den ehemaligen Rheinbahn-Betriebshof Am Steinberg überführt.

## Obus
Ab dem 26. August 1930 betrieb die Kreis Mettmanner Straßenbahn GmbH außerdem auch den Fahrdrahtbus Mettmann–Gruiten, er war der erste neuzeitliche Oberleitungsbus-Betrieb Deutschlands. Die Betriebsführung auf dieser Linie wurde 1937 ebenfalls an die Rheinische Bahngesellschaft AG übertragen. Die Linie wurde im Februar 1952 eingestellt.